# 5753 (année hébraïque)
5753 (hébreu : ה'תשנ"ג , abbr. : תשנ"ג) est une année hébraïque qui a commencé à la veille au soir du 28 septembre 1992 et s'est finie le 15 septembre 1993. Cette année a compté 353 jours. Ce fut une année simple dans le cycle métonique, avec un seul mois de Adar. Ce fut la sixième année depuis la dernière année de chemitta.
En l'an 5753, l'État d'Israël a fêté ses 45 ans d'indépendance.

## Calendrier
Ce calendrier hébraïque de l'année 5753 donne les correspondances avec les dates du calendrier grégorien.
Le premier nombre dans chaque case correspond au jour du mois hébraïque. Les jours en couleurs sont des jours remarquables juifs ou israéliens.
| ◄◄ | 5753 | ►► |

## Naissances
- Parimarjan Negi
- Debby Ryan

## Décès
- Yitzchak Chaikin

5748 - 5749 - 5750 - 5751 - 5752 - 5753 - 5754 - 5755 - 5756 - 5757 - 5758